# Dżawadije-je Mortazawi
Dżawadije-je Mortazawi (pers. جواديه مرتضوي) – wieś w południowym Iranie, w ostanie Kerman. W 2006 roku miejscowość liczyła 364 osób w 92 rodzinach.